# Kópavogsvöllur
Kópavogsvöllur – stadion wielofunkcyjny w Kópavogur w Islandii. Obecnie jest wykorzystywany głównie do piłki nożnej, ponieważ swoje mecze rozgrywają lokalne drużyny – Breiðablik UBK oraz Handknattleiksfélag Kópavogs. Jednakże odbywają się na nim również zawody lekkoatletyczne. Stadion może pomieścić ponad 5000 widzów, z czego 1869 miejsc jest miejscami siedzącymi.